# Michail Wiktorowitsch Sygar

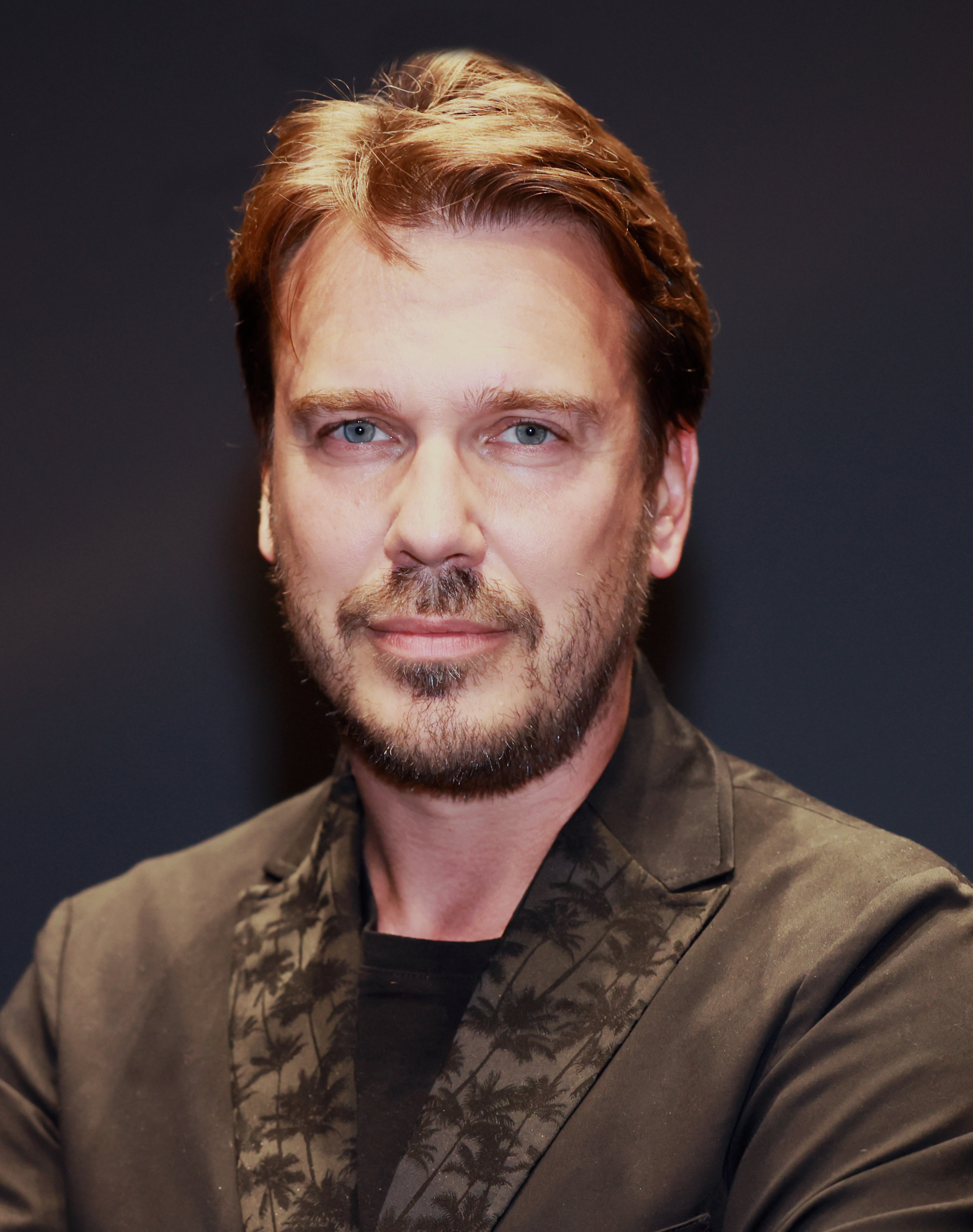
Michail Sygar (2023)

Michail Wiktorowitsch Sygar (russisch Михаил Викторович Зыгарь; Betonung: Michaíl Wíktorowitsch Sýgar, englische Schreibweise Mikhail Zygar; * 31. Januar 1981 in Moskau, Sowjetunion) ist ein russischer Journalist und Autor. Von 2010 bis 2015 war er Chefredakteur des unabhängigen russischen Fernsehsenders Doschd.

## Biographie
Sygar studierte Internationale Journalistik am Staatlichen Moskauer Institut für Internationale Beziehungen. Fast zehn Jahre (2000–2009) berichtete Sygar als Kriegsreporter für die Russische Tageszeitung Kommersant. Er machte Reportagen über Kriege in Irak, Libanon, Palästina, über Umbrüche in der Ukraine und Kirgizien, das Andijon-Massaker, Unruhen in Serbien und Kosovo. 2007 wurde eine Sammlung seiner Kriegsreportagen unter dem Titel Krieg und Mythos als Buch veröffentlicht.
2009 und 2010 war Sygar als stellvertretender Chefredakteur der russischen Ausgabe von Newsweek tätig.
Von 2010 bis 2015 war Michail Sygar Chefredakteur des unabhängigen, regierungskritischen, russischen Fernsehsenders Doschd. Doschd erreichte damals monatlich bis 20 Millionen Zuschauer, brach unter dem Druck des Kreml aber 2014 fast zusammen, als er nur noch online empfangen werden durfte. Er berichtet seither nur noch via Internet, unterhalten durch ein Abonnementsystem, und musste seine Redaktion nach dem russischen Überfall auf die Ukraine 2022 ins Ausland verlegen. 2015 verließ Michail Sygar Doschd auf eigenen Wunsch, um an seinen Büchern und seinem neuen Projekt „Freie Geschichte“ zu arbeiten.
Am 25. Oktober 2022 heiratete Sygar seinen langjährigen Partner, den russischen Schauspieler Jean-Michel Scherbak, in Portugal.

## „1917. Freie Geschichte“
Im November 2016 leitete Michail Sygar ein multimediales Projekt „Freie Geschichte“ ein, ein neues Genre: Eine Online-Serie in Form von sozialen Medien. Aus Anlass des 100. Jahrestages der Oktoberrevolution nutzte ein Team von mehr als 30 Historikern und Journalisten authentische Dokumente wie Tagebücher, Memoiren und Briefe, um soziale Netzwerke von 1917 zu imitieren. Das Projekt wurde vom russischen Webportal Yandex, der Bank Sberbank und dem russischen sozialen Netzwerk VKontakte finanziell und technologisch unterstützt. Die digitale Version inspirierte auch offline Partnerschaften: Ausstellungen in Moskau, einen Virtual-Reality-Film in einer Moskauer Sberbank-Filiale und ein Theaterstück im Moskauer Theater „Gogol-Zentrum“.

## Exil
Nach Beginn des Überfalls auf die Ukraine am 24. Februar 2022 startete Sygar eine Onlinepetition gegen den Krieg. Kurze Zeit später reiste er aus und lebt seither im Exil in Berlin. Er ist Kolumnist des Spiegel. Seit Mai 2022 moderiert er die Interviewsendung „Posle sawtra s Michailom Sygarem“ (dt. „Über morgen mit Michail Sygar“) im Berliner russischsprachigen TV-Sender OstWest.
Im Juli 2024 verurteilte ein Moskauer Gericht Zygar in Abwesenheit zu achteinhalb Jahren Freiheitsstrafe, wegen angeblicher Desinformation über die Streitkräfte Russlands.

## Werke
- Krieg und Mythos (2007). Eine Sammlung von Kriegsreportagen.
- Gazprom: Das Geschäft mit der Macht (2008). Ein Werk über den russischen Erdgaskonzern, geschrieben gemeinsam mit Waleri Panjuschkin.[9]
- Endspiel. Die Metamorphosen des Wladimir Putin (2015). Das Buch handelt von der politischen Geschichte des modernen Russlands, dem Weg Putins „vom Reformer zu dem Mann, den die Welt fürchtet“.[10] Sygar beschreibt die Metamorphosen Putins durch Erinnerungen der Politiker und Mächtigen, die deren Zeugen waren. Insgesamt führte Sygar fast 20 Interviews mit Spitzenpolitikern und Oligarchen.[11] Das Buch ist in Russland schnell zum Bestseller geworden. Die Literaturnobelpreisträgerin Swetlana Aleksijewitsch nennt es „die erste überzeugende Beschreibung dessen, was in den letzten 20 Jahren in Russland geschehen ist. Ein wichtiges Buch und eine Gelegenheit, Informationen aus erster Hand zu bekommen.“[12] Laut Grünen-Politiker Werner Schulz, der die Präsentation des Buchs in Berlin besuchte,[13] ist das Buch eine „Pflichtlektüre für Kreml-Astrologen“.[14] Für Christian Esch von der Frankfurter Rundschau gleicht der Stil des Buches dem der US-amerikanischen Fernsehserie House of Cards.[15]
- All the Kremlin’s Men (2016). Dieses Buch, schreibt der Guardian, handle von der Entourage im Kreml, welche in vorauseilendem Gehorsam versucht, die Wünsche des Präsidenten zu erraten. Gleichzeitig beschreibe es Putin als Garanten für deren Bereicherung.[16] Das Buch wurde ins Englische, Deutsche, Polnische, Bulgarische, Finnische, Chinesische und Rumänische übersetzt.[17]
- Krieg und Sühne. Der lange Kampf der Ukraine gegen die russische Unterdrückung, Aufbau Verlag, Berlin 2023, ISBN 978-3-351-04182-3 (Originaltitel: War and Punishment, Scribner, New York 2023),
 eine Darstellung der Narrative, Mythen und propagandistischen Erzählungen, mit denen die jeweiligen Herrscher Russlands seit rund 350 Jahren ihren Machtanspruch über die Ukraine ideologisch rechtfertigen. Der Schwerpunkt des Buchs liegt auf den Jahren seit der Unabhängigkeit im Jahr 1991 und auf den Entwicklungen, die zu dem von Wladimir Putin befohlenen Angriffskrieg 2022 führten.[18]